# 王小青
王小青（1955年5月—），陕西蓝田人。1976年加入中国共产党。武汉工学院（现并入武汉理工大学）管理工程系干部专修科企业管理专业毕业，中共中央党校世界经济专业在职研究生学历。历任青海省财经委（后改组为经贸委）副处长、处长、副主任，省政府副秘书长；中共西宁市委副书记、代市长、市长，海东地委书记，省人大常委会副主任等职。2010年12月获任中共青海省委常委，次年1月兼任省委秘书长、办公厅主任。2015年1月，当选为青海省政协副主席。